# استوارت مک‌کیمی
استوارت مک‌کیمی (انگلیسی: Stewart McKimmie؛ زادهٔ ۲۷ اکتبر ۱۹۶۲) بازیکن فوتبال اهل اسکاتلند بود.
از باشگاه‌هایی که در آن بازی کرده‌است می‌توان به باشگاه فوتبال آبردین، باشگاه فوتبال داندی، و باشگاه فوتبال داندی یونایتد اشاره کرد.
وی همچنین در تیم‌های ملی فوتبال زیر ۲۱ سال اسکاتلند و اسکاتلند بازی کرده‌است.